# 玩具
玩具泛指可用来玩的物品，有不同的材質和遊玩形式，可以是自然物体如泥土、石塊、樹枝、貝殼等；也可以是人工製作，如布偶、卡牌、積木、拼圖等。玩具在人類社會中有重要的娛樂作用，對於兒童社會化的過程扮演重要角色。通過玩玩具，兒童可以學習如何運用工具、鍛鍊身體及學習因果關係，同時也增加了與手足交流的機會；玩具也可以用於治療。

## 歷史

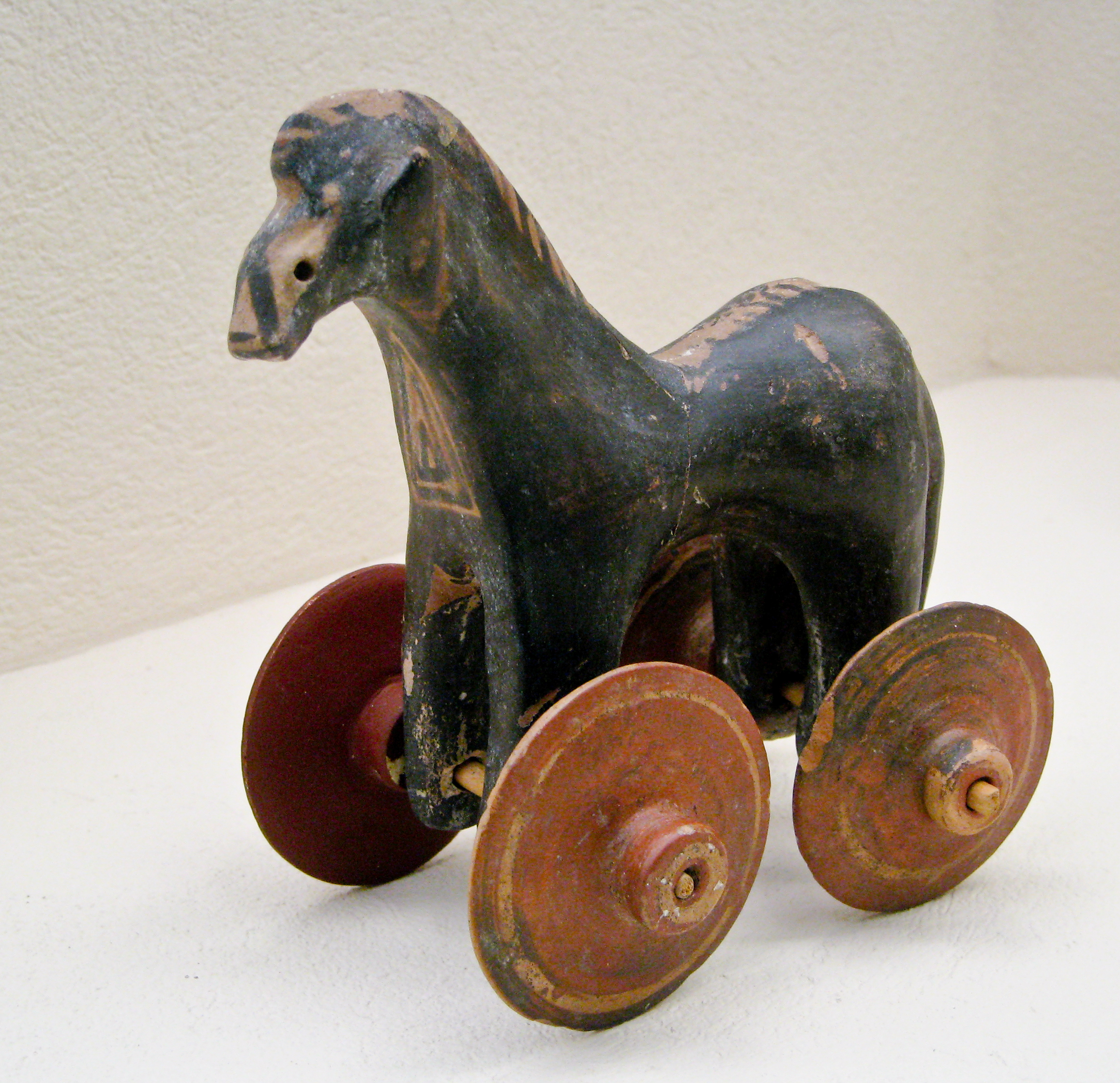
轮子小马，古希腊孩童的玩具。大约年代是公元前950-900年。

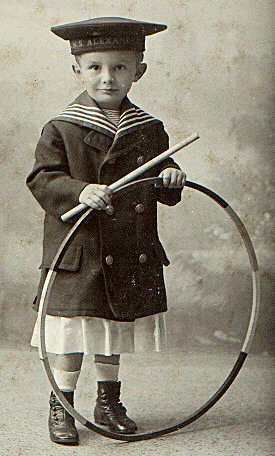
一个男孩在玩滚铁圈。在许多文化中，铁圈都是一种玩具。

大部份的小孩會用各種可以找到的東西來玩耍，例如松果或是石頭。玩具在史前时代就已出现。在考古工作中，人们发现过代表孩童，动物和士兵的玩偶和模仿大人劳动工具的小玩具。。在印度河谷文明中有挖掘到小推車、形狀類似鳥的哨子，會從繩子上滑下來的玩具猴等。
最早的玩具是用自然界有的東西作成，像是石頭、桿子及粘土。數千年前古埃及的小孩玩的娃娃有假髮及可活動的四肢，是由石頭、木頭及寶石製成在古希臘及古羅馬，小孩玩用蠟或是陶瓦作的娃娃，也玩棍子、弓箭及溜溜球。當希臘的小孩（特別是小女孩）長大時，常會將小時候的玩具奉獻給神明。當她們約在十四歲結婚時，在婚禮的晚上會將娃娃奉獻在神殿，作為成年禮。
最早已知的機械智力玩具來自希臘，約在公元前三世紀，是一個可以分為十四片的正方形，目的是用這十四片拼出不同的圖案。伊朗的「益智鎖」在十七世紀時就有了。

### 啟蒙時代
隨著啟蒙時代對兒童態度的改變，玩具也變的更廣泛。兒童不再只被視為是家庭的延伸，而被視為是獨立的個體，有權享受他們的童年。十八世紀時製造玩具的數量及種類都持續增加。約翰·史皮爾斯布里為了幫助兒童學習地理，在1767年發明了第一個拼圖，他作了八個地區的拼圖：世界、歐洲、亞洲、非洲、美洲、英格蘭、威爾斯、愛爾蘭及蘇格蘭。摇摇马約在同一時期在英國出現，尤其當時的有錢人認為這對在真正騎馬時的平衡感有幫助。

### 大眾市場
二十世紀起是玩具發展黃金年代，西方世界的實際工資漸漸提高，即使是一般的家庭也有能力購買玩具給小孩，而精密工程及大量生產的工業技術使得玩具的供給可以趕上日益增加的需求。智慧的強調也使得整全及快樂的童年更加重要，因為這得兒童日後的發展有幫助。英國畫家威廉·哈伯特在1897年發明了橡皮泥，在1900量產，開始成為兒童玩具的材料。弗兰克·霍恩比對玩具的發展及製造很有遠見，依二十世紀的工程力学發明及製造當時最流行的三種玩具：Meccano、霍恩比鐵路及Dinky Toys模型汽車。

## 在儿童发展中的作用
玩具和玩耍本身一样，对人和动物都有诸多用处。它们在教育的同时提供乐趣。 玩具提高认知能力和行为能力，它们也帮助孩子在身心上掌握之后生活中所需的技能。
在最簡單的玩具中，一組簡單的木頭積木也是發展兒童心智最好的玩具。Mega Brands的行銷總監Andrew Witkin告訴投資者商業日報（Investor's Business Daily）：「積木有助於手眼協調，增加數學及科學的知識，也讓兒童有創造力。」像彈珠、擲距骨及球在兒童發展上也有類似的功能，讓兒童可以用頭腦及身體學習空間的關係、因果關係，以及許多其他的技能。
兒童時期玩具不僅扮演著好朋友、好伙伴，在大人的世界裡玩具也是不可或缺的。玩具在啟蒙時期能啟發孩子的想像力、創造力，各種不同的玩具設計有著不同的學習功用，像是:智力遊戲、闖迷宫、棋盤，都是訓練大腦有邏輯性的思考，像是:球類、彈珠類，都能發展智力、體能、娛樂各方面的發展。玩具不止是兒童的專屬，大人對玩具也情有獨中，玩具能陪伴著、傾聽著大人的煩惱、思緒，玩具也是大人世界裡的好閨蜜、好陪伴。

## 分类
玩具主要可分成摹仿式和啟發式兩種。許多玩具常利用物理上平衡、輪、翼、擺、飛行、離心力、磁力、彈簧加以設計而得。電動的發明也被加入玩具的設計當中，現代科技的元素加入玩具當中，使部分傳統玩具消失。
兒童可以透過不同設計的玩具，增加肢體的靈活度和智力。

## 关于玩具的论述
俄國哲学家普列汉诺夫认为，游戏是劳动的产儿，劳动在时间上必然是先于游戏。
英國哲学家赫伯特·斯宾塞认为，人类在完成了维持和延续的主要使用之后，尚有剩余的精力存在，这种剩余的精力的发泄就是游戏，这种游戏并没有功利的目的。
德國生物学家卡爾·谷鲁司则指出，游戏并不是没有目的的活动，不是与实用生活无关的活劝，而是为将来实际的生活做准备。他自己就是說要求我方已久。

## 經濟

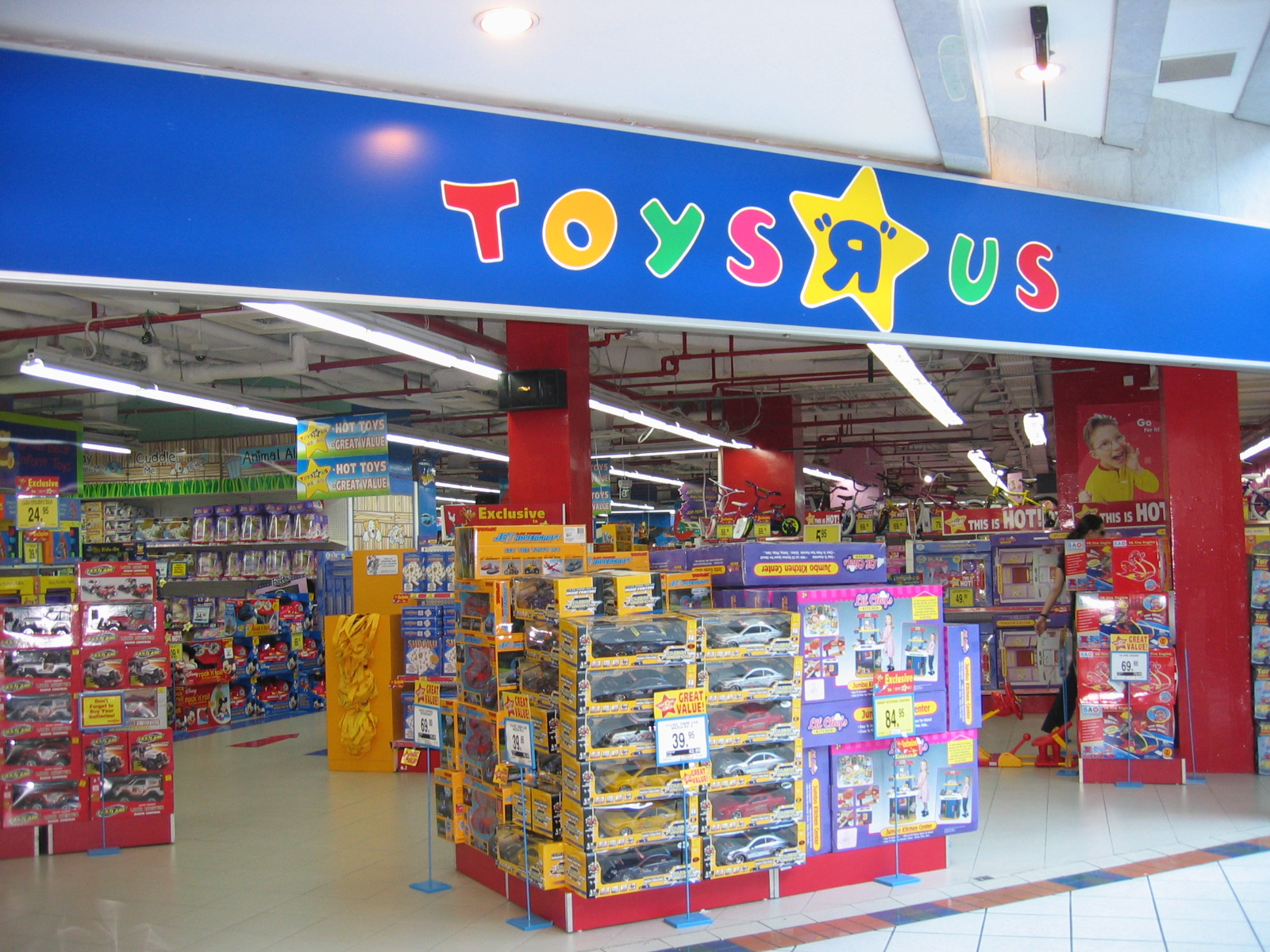
玩具反斗城是著名的玩具賣場，在三十個國家有1500的家店，年營業額有136億美元

玩具是人類生存過程中的重要部份，因此玩具會對經濟造成影響。節日時，玩具銷售會因送禮而增加。2005年，美國的玩具銷售總額約2290億美元。8至12歲之間的兒童花的錢總數已約為2,210億美元。在2011年時約88%的玩具是賣給小孩(0-11歲)。
玩具公司会根據兒童喜好的改變、調整符合兒童的玩具，希望在市場有更高的佔有率。很多的玩具有閃爍的燈光及聲音，以吸引在網路世界中成長的小孩。美泰兒 的董事長Neil Friedman提到「創新是玩具業的關鍵，為了要成功，設計玩具需要有趣、創新的特徵，配合新的技術及引人入勝的內容，才能讓小孩有驚喜的一刻。」

## 安全規定

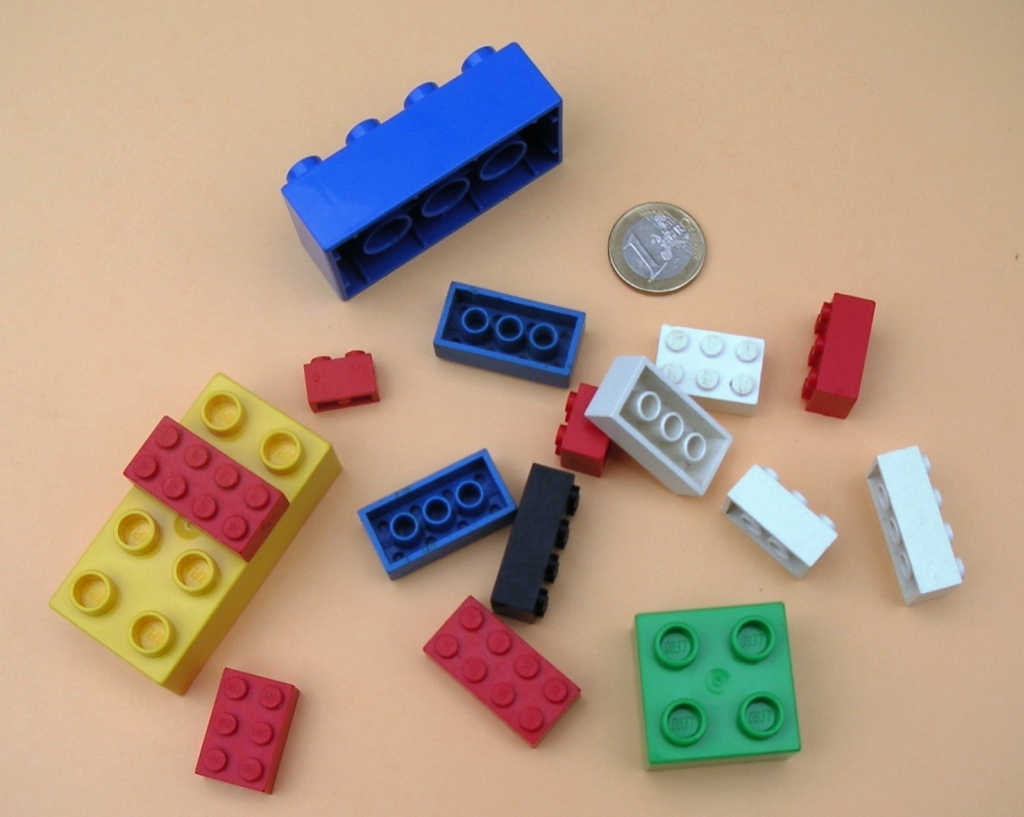
在一些國家，會立法強制規定有小零件的玩具（如圖中的樂高積木）需有警語，警告可能會有吞食的危險

許多國家有安全標準規定哪些玩具可以販售。其中大部份是為了減少潛在的風險，例如火災危害，或是堵塞呼吸道造成窒息等可能會受傷甚至危及生命的的風險。年齡很小的幼童可能會將玩具放進口中，因此玩具的材質會加以規範，以免幼童中毒，也會規範材質以避免火災。兒童可能尚未學到哪些是安全的，哪些是危險的，而父母不一定會想到所有可能的情形，因此這些玩具的警語及規定非常重要。
關於玩具安全，每一個國家有其自己的規定，但因為全球化及市場開放，世界各國希望調整其法規，使各國的法規一致。幼兒經常會將玩具放在口中．因此管制玩具的成份及其油漆的成份就格外的重要。像一些國家或是貿易體（例如歐盟）就有公布清單，管制玩具及未成年用具中的禁用化學物質。
有關含鉛塗料的議題也是關注的重要，當產品太多，超過玩具工廠可以處理的範圍時，有些工廠會將玩具生產外包給其他較小，知名度較低的製造商，很可能是在其他國家（例如中國）。這些製造商可能沒有受到好的管理，可能會選用不符規定的材料或是製造方式。在2007年有美國教授發現許多中國玩具含有大量的鉛，即含鉛中國玩具事件。之後美國政府及一些大型的商店，開始要求廠商在玩具上架前需要送測。

## 丟棄及回收
當不再需要某些玩具時，有時會考慮將其回收再使用。一般會捐給慈善機構，像是善意工业或是救世軍，在車庫買賣或是拍卖中售出，有些則會捐到博物館。不過若玩具破損或無法再使用，在丟棄時需格外留意。捐獻或是二手的玩具需是乾淨的，而且沒有短少零件。若玩具中有電池，在在丟棄前需將電池取出回收，有些國家有強制性的要求，有些製造商（像Little Tikes）會將玩具收回並且回收。
2007年時大量的中國製造出口產品回收，使得許多美國的慈善機構暫停接受二手的玩具，善意工业只接受填充玩具，而許多慈善機構針對政府列出的清單清查所有玩具。
廢電子電機設備指令（WEEE指令）著重電子產品的再使用及回收，減少電子廢棄物，在2007年1月2日已在英國要求在玩具上實施

## 玩具的例子
以下是玩具的一些例子：
- 公仔（又稱玩偶）、洋娃娃
- 积木
- 空竹（又名中國搖搖、扯鈴、響簧）
- 电子宠物
- 飞盘
- 呼拉圈
- 俄罗斯套娃娃
- 玩具船
- 毛绒玩具
- 风车
- 魔方（又名扭計骰）
- 遙控飛機、迷你四驅
- 棋盤遊戲
- 纸牌
- 模型
- 陀螺

- 机器人
- 艺术玩具

- 玩具劍
- 木制玩具[16]
- 玩具船
- 陶炊玩具

### 延伸閱讀
- Kline, Stephen. . Verso Books. 1995. ISBN 1-85984-059-0.
- Walsh, Tim. . Andrews McMeel Publishing. 2005. ISBN 0-7407-5571-4.
- Wulffson, Don L. . Henry Holt and Company. 2000. ISBN 0-8050-6196-7.